# Арацилов, Магомедхан Сулейманович
Магомедха́н Сулейма́нович Араци́лов (род. 7 мая 1951, Хурух, Дагестанская АССР) — советский борец вольного стиля, серебряный призёр олимпийских игр, чемпион мира, неоднократный призёр чемпионатов мира, обладатель Кубка мира, неоднократный чемпион и призёр чемпионатов СССР. Заслуженный мастер спорта СССР (1978).

## Биография
Родился в 1951 году в селе Хурух в аварской семье. После 4 класса продолжил учёбу в интернате соседнего села Магар, где в 1968 году начал занятия вольной борьбой. После окончания 10 классов, уже имея первый разряд, переехал в Махачкалу, где поступил в медицинский институт и добился зачисления в школу высшего спортивного мастерства, сначала в секцию греко-римской борьбы, но быстро вернулся в вольную. В 1972 году выиграл чемпионат Дагестана, после чего перешёл тренироваться к Али Алиеву. Выступал за ДСО «Урожай».
В 1975 году выиграл Спартакиаду СССР, но в 1976 году на чемпионате СССР остался только шестым. В следующем году уже выиграл чемпионат СССР, а на чемпионате мира занял второе место. По словам борца, это произошло ввиду следующего:
на чемпионате мира в Швейцарии в 1977 году именно он (Ковач) помешал мне подняться на высшую ступень пьедестала. Ковач без сопротивления отдал схватку Зегеру, на 10-й секунде лег на лопатки, за что получил в подарок от немца, ставшего золотым медалистом, новенькую БМВ. А мне дал настоящий бой. Наш поединок завершился ничьей — 6:6
Был включён в олимпийскую команду. На Летних Олимпийских играх 1980 года в Москве боролся в весовой категории до 82 килограммов. Победитель определялся по минимальному количеству штрафных баллов, которые приносили все результаты в схватках, кроме чистой победы. Спортсмен, получивший до финальных схваток 6 штрафных баллов, выбывал из турнира с тем исключением, что не выбывал после победы в схватке. После того, как оставалось три или менее борцов, они разыгрывали между собой медали, при этом штрафные очки, набранные в предварительных схватках шли в зачёт.
В схватках:
- в первом круге на 6-й минуте тушировал Армина Вейера (ГДР);
- во втором круге на 2-й минуте тушировал Абдула Рахман Мохаммада (Ирак);
- в третьем круге победил на 6-й минуте Дувчина Жеведжина (Монголия) ввиду дисквалификации противника;
- в четвёртом круге на 6-й минуте тушировал Хенрика Мазура (Польша);
- в пятом круге со счётом 8-4 проиграл Исмаилу Абилову (Болгария), будущему чемпиону, и вышел в финальную часть соревнований имея 3 штрафных балла.

В первой финальной схватке со счётом 18-0 выиграл у Иштвана Ковача (Венгрия), во второй не участвовал, заняв второе место.
Про себя, как про борца Магомедхан Арацилов говорил следующее:
Против природы, как говорится, не пойдешь. Деги Багаев, известный тренер, долгие годы плодотворно трудившийся в Грозном, как-то сказал обо мне, что никогда не встречал борца, более не предрасположенного к борьбе. Это подтверждали и результаты тестирований, которые регулярно проводила комплексная научная группа, работавшая при сборной команде страны. По некоторым группам мышц я на несколько порядков отставал от других борцов. Встречался ли вам когда-нибудь спортсмен, который бы не мог сделать приседание на одной ноге? Неудобно в этом признаться, но у меня это упражнение не получалось 
В 1981 году оставил большой спорт и занял должность государственного тренера сборной СССР по Дагестану. Затем, переехав в Москву, работал главным тренером в Центральном совете спортобщества «Локомотив», затем в профсоюзном спортобществе и одновременно тренером сборной.
С 1992 года уволен с поста тренера сборной СССР. Переехал в Пензу, где начал заниматься бизнесом, но вскоре получил приглашение тренировать сборную Турции и принял его. Под его руководством сборная Турции выиграла чемпионат Европы. Сам борец «до сих пор благодарит судьбу за тот случай, говорит, что, не будь этого предложения, возможно, был бы он сейчас там же, где и большинство „авторитетов“ лихих 90-х. А так — вернулся в Махачкалу, открыл турфирму (1994), работал, потом спорт в республике стал возрождаться, и опыт Арацилова снова пригодился». C 2007 по 2009 год тренер сборной Азербайджана по вольной борьбе.
Окончил Дагестанский государственный медицинский университет, врач, кандидат педагогических наук, профессор. С 2011 года депутат Народного Собрания РД, фракция Патриоты России. Тренерской работой, несмотря на то, что ему был предложен пост тренера сборной Ирана в дальнейшем заниматься не собирается, сконцентрировавшись на собственном туристическом бизнесе. Является президентом федерации спортивной борьбы Махачкалы.
Награждён медалью «За трудовую доблесть».